# Chanka
Chanka (ros. Oзеро Ханка, chin. upr. 兴凯湖, chin. trad. 興凱湖, pinyin Xīngkǎi Hú) – przepływowe jezioro w dalekowschodniej części Azji, położone na pograniczu Rosji i Chin, na północ od Władywostoku (współrzędne geograficzne: 45°0′ N, 132°25′ E). 

## Morfometria
Akwen leży na wysokości 68 m n.p.m. Powierzchnia jeziora wynosi średnio 4190 km² (jednak występują duże sezonowe wahania od 4000 do 4400 km²), z których 3030 km² leży w granicach Rosji, a pozostała część – 1160 km² w Chinach. Głębokość jeziora dochodzi do 10,6 m, średnio waha się od 1 do 3 m. Z Chanki wypływa Sungacza będąca dopływem Ussuri.

## Przyroda i gospodarka
Okolice jeziora stanowią mokradła, które po chińskiej stronie tworzą Narodowy Rezerwat Przyrody. Po stronie rosyjskiej znajduje się Chankajski Rezerwat Biosfery. Po chińskiej stronie utworzono także rezerwat biosfery pod nazwą Rezerwat Biosfery Jeziora Chanka. Jest to miejsce ochrony przyrody, ekoturystyki oraz badań naukowych dotyczących migracji ptaków. Chińska część powierzchni jeziora należy do chińskiego rządu i jest wykorzystywana przez gospodarstwa państwowe do połowu ryb (występują tu m.in. karpie i kaługi), rolnictwa i hodowli bydła. Prowadzi się tam również polowania na piżmaki.

## Żegluga
Jezioro jest żeglowne pomiędzy kwietniem a listopadem.